# アナタヲユルサナイ
『アナタヲユルサナイ』は、2007年11月15日発売のPlayStation Portable用アドベンチャーゲーム。

## 概要
『弟切草』（1992年）、『かまいたちの夜』（1994年）、『街 〜運命の交差点〜』（1998年）といった数々の名作サウンドノベルを手がけた麻野一哉と『ファイナルファンタジーシリーズ』（1987年 - ）、『ブルードラゴン』（2006年 - ）などの作曲を手がけたゲームミュージック作曲家植松伸夫が製作に携わっているサウンドノベル。植松自身のほか、植松の音楽レーベル「DOG EAR RECORDS」に所属する作曲家たちも楽曲を提供している。
PSPを縦に持ってプレイするという、PSPのアドベンチャーゲームでは今までにないプレイスタイルを確立している。

## ストーリー
Episode1 SATIN DOLL
神谷静香（かみや しずか）から夫の浮気調査をして欲しいという依頼が入る。しかし、調査を行う内にある事実に行き当たり、それが原因となり草薙と口論になる。
Episode2 TEA FOR TWO
突然夫である草薙から別れを告げられ、父武雄も行方不明となる。調査員も次々とやめていく中で垣内加奈子（かきうち かなこ）の夫の浮気調査を頼まれる。
Episode3 LOVE FOR SALE
事務所の事務員である真弓から相談を持ちかけられ、真弓の先輩である西原茜（にしはら あかね）の元に届く謎の手紙の調査を開始する。
Episode4 ROUND MIDNIGHT
ユウジの夢である絵本の仕上げをきっかけに、事務所を一週間閉鎖し父親である所長の行方捜索を再開。20年前の放火事件を探る内に事務所が放火に遭うなどの危うい状況に陥る。
Episode5 SPEAK LOW 1/2
父武雄が調べていた事件を探る内に、朝倉リョウという人物に行き当たる。朝倉リョウについて調べている内にアスカが誘拐されてしまう。
Episode6 SPEAK LOW 2/2
何者かに襲われた理々子は、気がつくと沖縄にいた。そこで草薙が探していた人物と出会う事になる。

## 登場人物
竹内理々子（たけうち りりこ）
父が設立した探偵事務所の調査員。探偵としての腕は未熟で、仕事を仕事として割り切ることができず暴走することもしばしば。
竹内武雄（たけうち たけお）
理々子の父。かつては敏腕刑事だったらしいが、突然退職して廃幼稚園を買い取り、探偵事務所を設立した。
草薙学（くさなぎ まなぶ）
理々子の夫。仕事上では上司にあたる。現実的な思考の持ち主で、感情で行動する理々子とよく衝突する。
木崎ユウジ（きざき ゆうじ）
探偵事務所の調査員。理々子の良き理解者にしてパートナー。ゲイ。冷静で優秀な男性。
佐藤真弓（さとう まゆみ）
探偵事務所の事務員。外見はボーイッシュで明るく真面目な女性。
坂本弘明（さかもと ひろあき）
探偵事務所に突然押しかけてきた押しかけ調査員1号。機械に詳しく、調査に役立つグッズをいくつも発明する。行動は体育会系で、話し始めると止まらない。
大沢アスカ（おおさわ あすか）
歌舞伎町にあるキャバクラ「プレミアム」のナンバー1キャバクラ嬢。ある事をきっかけに探偵事務所の押しかけ調査員2号となる。
鈴木信義（すずき のぶよし）
通称シンギ。弁護士だが、裏社会にも精通する人物。昔武雄に世話になった事があり、武雄を探す理々子に協力するようになる。

## その他
スタッフロールが流れるエンディング後、木崎ユウジの書いたとされる『ボリスとイヴォンヌ』という絵本ストーリーが読めるようになる。クリア後、クリアしたデータをロードする事によってチャプター選択可能になる。チャプター選択画面では、達成率が表示される。全てコンプリートしたセーブデータは通常の青色から金色に変わる。

## 音楽

### 主題歌
オープニングテーマ
- 「Toneless」
  - 作曲：植松伸夫、作詞：野島一成、編曲：糸山公雄
  - ボーカル：YVONNE、ドラムス：長谷部徹、ウッドベース：渡辺等 (no choice records)、フルート：ボブ・ザング、エレクトリックギター／シンセサイザープログラム：糸山公雄、ピアノ：キース・フリーマン

エンディングテーマ
- 「遠くからあなたを」 
  - 作曲：植松伸夫、作詞：野島一成、編曲：糸山公雄
  - ボーカル：YVONNE、ドラムス：長谷部徹、エレクトリックベース：渡辺等 (no choice records)、ブルースハープ：大竹英二、ヴァイオリン：今野均、アコースティックギター／シンセサイザープログラム：糸山公雄、ピアノ：キース・フリーマン

- レコーディング&ミックスダウンエンジニア：花島功武
- レコーディング・アシスタント：今関邦裕 (CRESCENT STUDIO)
- ミックスダウン・アシスタント：野口泰弘 (SONY MUSIC STUDIOS TOKYO)
- レコーディング・スタジオ：CRESCENT STUDIO
- ミックス・スタジオ：SONY MUSIC STUDIOS TOKYO

挿入曲
- ～Main Sessions～ 
  - 作曲：植松伸夫、糸山公雄、キース・フリーマン、L・ガヤルド、WHOGON、F.N.R.
  - ボーカル：YVONNE、トランペット：菅坂雅彦、フルート／サックス：ボブ・ザング
  - レコーディング・ミックスダウン・エンジニア：花島功武
  - レコーディング・アシスタント：今関邦裕 (CRESCENTE STUDIO)
  - レコーディング・スタジオ：CRESCENTE STUDIO
- ～Bar LimeLight Sessions～ 
  - 「Summer Time」、「Someone to watch over me」、「I've got a crush on you」 
    - 作曲：ジョージ・ガーシュウィン

  - 「Someday my prince will come」 
    - 作曲：フランク・チャーチル

  - 「Smoke Gets In Your Eyes」 
    - 作曲：ジェローム・カーン
    - ピアノ：江草啓介、ドラムス：近藤和紀、ウッドベース：和田弘志、クラリネット／フルート：清水万紀夫

  - レコーディング・ミックスダウン・エンジニア：森本八十雄
  - アシスタント・エンジニア：菊地健太郎 (CRESCENTE STAUDIO)
  - レコーディング・スタジオ：CRESCENTE STUDIO

## スタッフ
- 脚本：コバヤシヒロカズ (VALIS)、岩片烈（アンチテーゼ）
- 音楽プロデュース：植松伸夫
- キャラクター&イベント・イラストレーション：たかなししん (Art&Dream)
- アートディレクション・原画：ワタナベシュウジ (cavia)
- 技術：笹平大介
- ツール：根本賢二
- スクリプト：福沢正
- 美術：青柳利実、田中政至、岩崎出輝
- レコーディング・サウンド・コーディネーター：里見勉（内田音楽事務所）
- 音楽プロダクション：Dog Ear Records Co.,Ltd.
- 音楽プロダクションマネージメント：小川洋輝 (Dog Ear Records)
- 音響効果：細江慎治、坂本昌一郎 (Super Sweep)
- 音声：HIRONA
- 音声エンジニア：大綱剛、圀島憲一（バスマウス）
- スチール：落合努、小松五郎、今村則之 (First Frame)
- 営業：許田周一、田村真人、井上俊宏、野原智彰
- プロモーション：阪本大太、竹澤太郎、中川尚人、井上小枝子
- 制作業務：押谷眞、片木秀一、渡部昌一、狩野義明
- 撮影協力：アバンダンス銀座本店、沖縄都市モノレール株式会社、沖縄県立八重山病院付属西表西部診療所、沖縄県那覇市 福州園
- 撮影地：東京、那覇、鳩間島、西表島、石垣島
- 演出：篠崎秀行
- 演出補：清水一男、山本浩
- 企画原案：久留宮大地
- 制作補：渡部尚樹
- 制作統括：板垣貴幸
- プロデュース：岡宮道生 (AQ INTERACTIVE)、原田真幸 (cavia)、川野忠仁、佐野浩章 (ZENER NET WORKS)
- チーフプロデュース：岩崎拓矢 (cavia)
- スペシャルサンクス：板野英史
- ディレクション：佐々木真治
- シニアプロデュース：麻野一哉
- エグゼクティブプロデュース：石井洋児 (AQ INTERACTIVE)、内野権 (cavia)、後藤滋 (ZENER NET WORKS)

## 評価
- ゲーム誌『ファミ通』の「クロスレビュー」では合計31点（満40点）でシルバー殿堂入りを獲得した[1]。